# Hambruna de Ruzagayura
La hambruna de Razagayura fue una importante hambruna qué tuvo lugar en el mandato belga de Ruanda-Urundi (Actualmente Ruanda y Burundi) durante Segunda Guerra Mundial. La hambruna provocó un gran número de muertes y una migración masiva de la población, especialmente al Congo Belga y países vecinos. Se considera que la hambruna inició en octubre de 1943 y cesó en diciembre de 1944.
La causa principal de la hambruna fueron periodos prolongados de sequía en la región a inicios de 1943. Aun así, el problema estuvo exacerbado por intentos de las autoridades coloniales de enviar producto agrícola al Congo Belga, como parte del esfuerzo de guerra Aliado, en Segunda Guerra Mundial.
La administración colonial, junto a misioneros cristianos, empezaron a transportar alimento a un punto de suministro en Usumbura. El rey títere ruandés, Mutara III Rudahigwa, envió ayuda a la región afectada por el hambre.
A finales de 1944, unas 50.000 personas (la tercera parte de la población) había muerto de hambre en el territorio.
Cientos de miles de personas emigraron fuera de Ruanda-Urundi para escapar del hambre, la mayoría huyó al Congo Belga pero también a la Uganda británica. La migración solo contribuyó para crear una mayor inestabilidad política en las áreas afectadas por la afluencia masiva de ruandeses.